# Rundsicht

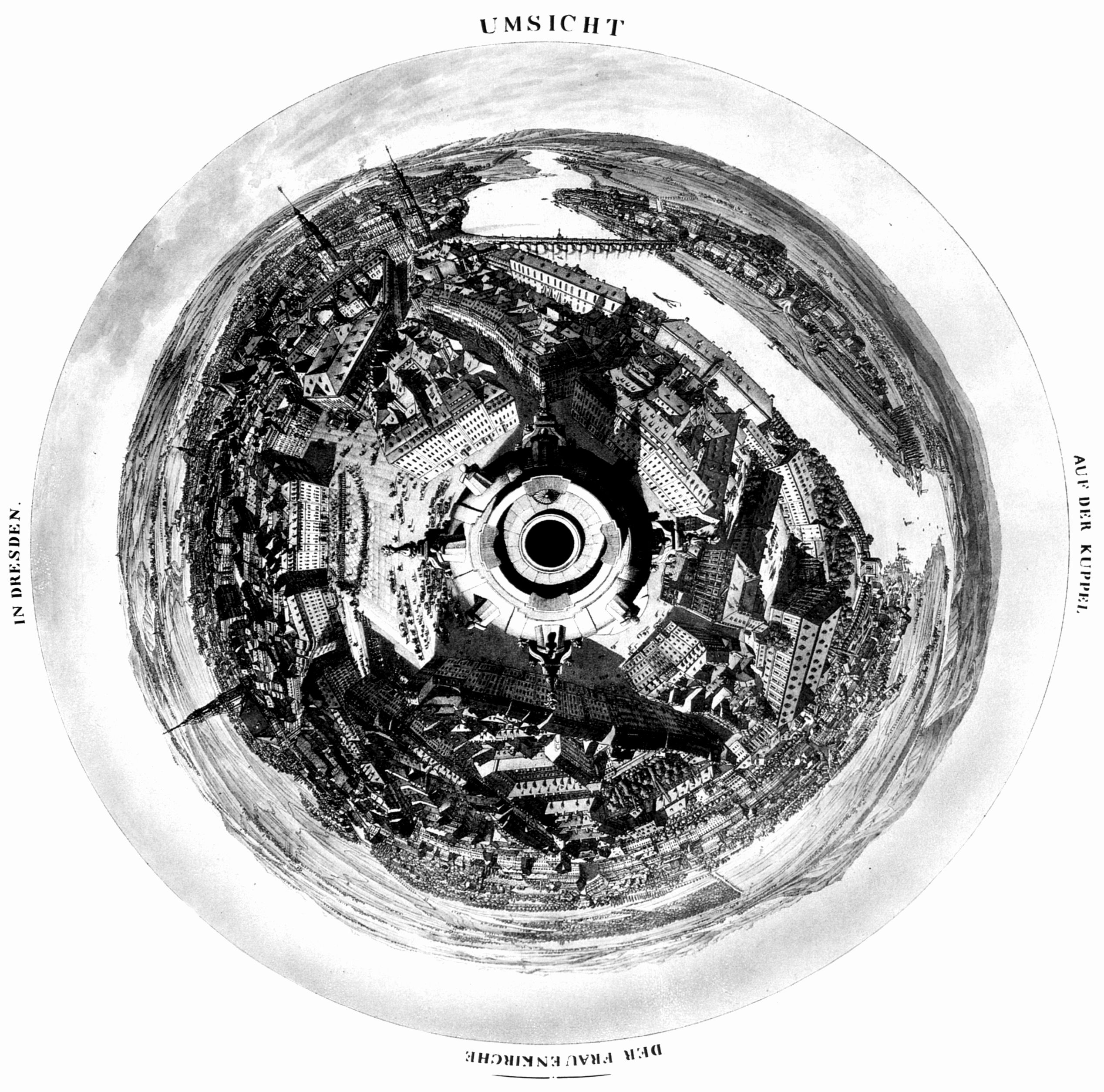
Rundsicht von der Frauenkirche Dresden (1824)

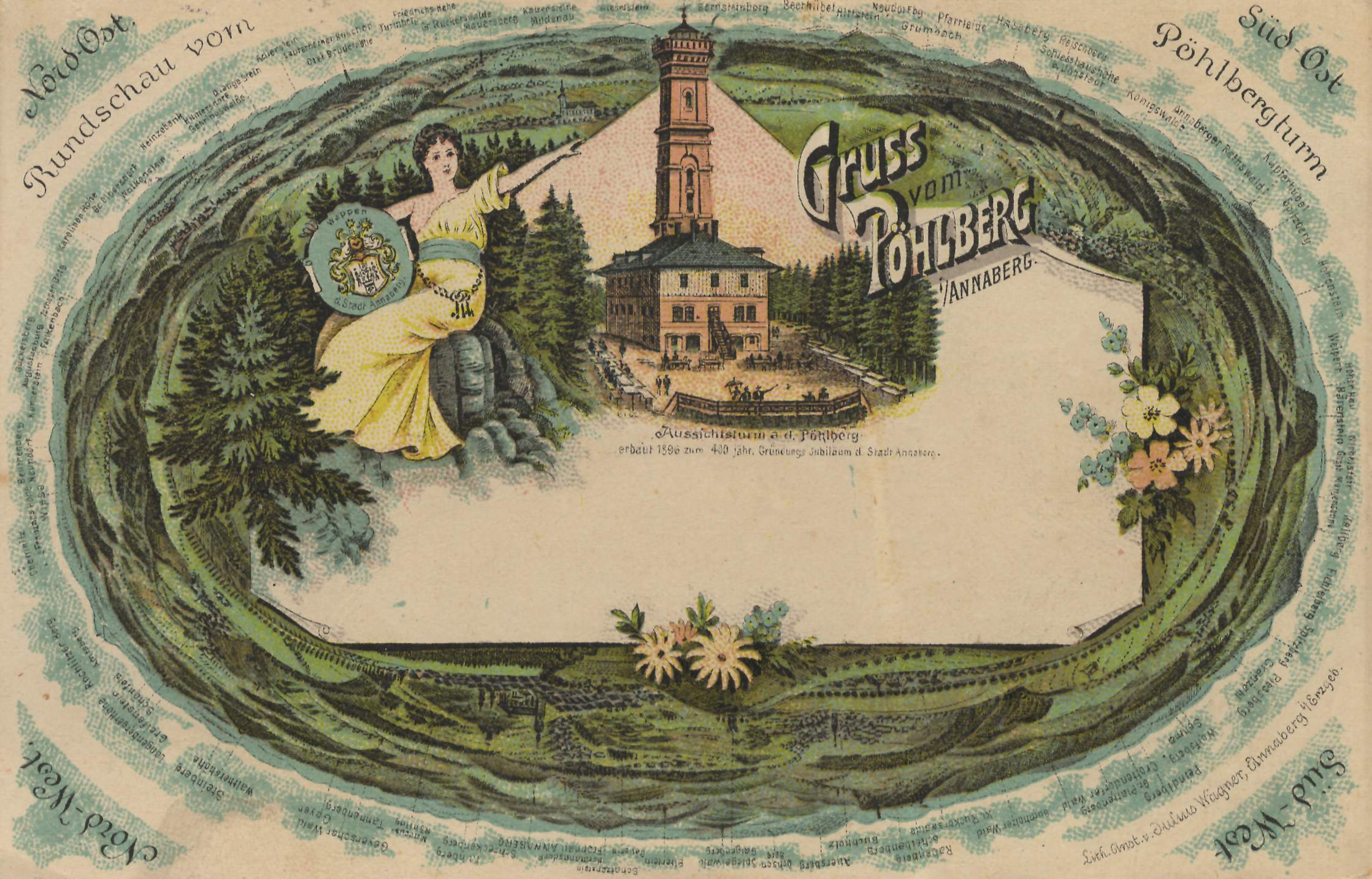
Rundsicht vom Pöhlberg (Ansichtskarte)

Rundsicht bezeichnet einen freien Blick über den ganzen Horizont, also über (fast) 360 Grad.
Für die Festpunkte der Geodäten ist ein möglichst freier Blick nötig, wofür bisweilen Kirchtürme und spezielle Plattformen (Hochstand) oder Signalstangen dienen.
In der Radartechnik – etwa bei der Flugsicherung und Navigation – gibt es das Rundsichtradar. Seine Antenne dreht sich einige Male pro Minute und hat die Form einer Parabel oder eines Zylinders.
Virtuelle Rundsichten kennt die Kunst mit Panoramen und im Panoramabild.